# Only Revolutions
Only Revolutions es el quinto álbum de estudio de la banda escocesa de rock alernativo Biffy Clyro, publicado el 9 de noviembre de 2009 a través de la discográfica 14th Floor Records. Al igual que ocurriese con su predecesor, Puzzle, Garth Richardson fue quien se encargó de las labores de producción. Fue un éxito de crítica y ventas. Entró en el puesto número ocho de la lista de ventas británica y al poco fue certificado disco de oro por la BPI. En 2010 recibió el disco de platino por ventas superiores a las 300 000 copias en este mismo país, siendo por tanto el álbum de más éxito hasta el momento de la banda. En septiembre de 2010, llegó al puesto número tres, siendo el vigésimo sexto álbum más vendido de 2010. Obtuvo una nominación a los Premios Mercury, mientras que la revista Rock Sound lo posicionó en el puesto número tres de su lista de mejores discos de 2009.

## Diseño de portada
Storm Thorgerson, diseñador de la portada dijo: "Pensando que la música era decidida aunque lírica nos obligó a pensar en algún material que ondease en el aire como banderas; las banderas de una revolución. No banderas pequeñas con un poquito de tela, sino banderas enormes del tamaño de un edificio de oficinas modesto, las cuales sujetamos a un andamio en lo alto de una colina un día de viento. El sonido de la tela ondulando era conmovedor, eso sin contar con las extrañas figuras que se generaban. En la portada usamos banderas rojas y azules para representar ambos sexos".

## Recepción
Only Revolutions obtuvo, en general, críticas positivas; Metacritic le otorga una puntuación de 76 sobre 100, basándose en ocho reseñas de críticos musicales.
Nick Annan de la revista Clash le concedió un siete y comentó que "Josh Homme de Queens of the Stone Age contribuye con un solo de guitarra en "Bubbles" y que "Mountains" es el mejor ejemplo de la banda en su momento álgido, mientras que hay muchos grandes estribillos para deleitarse en otros de los temas. Al contrario de lo que da a entender el título del disco, para Biffy Clyro la evolución muestra ser más útil que la revolución". El escritor Thom Gibbs de Drowned in Sound alabó la seriedad de la banda, a pesar de que describió el sonido como mucho más comercial: "Simon Neil de Biffy Clyro está enfáticamente tranquilo respecto a ofender la antiseriedad del quinto disco de la banda. Only Revolutions es un disco enorme, crudo y ambicioso, pensado para la radio pero repleto de seriedad y credibilidad de la carrera de Biffy". Fue menos elogioso con las letras de las canciones en general, y con las más lentas como 'God & Satan' y 'Many of Horror' en particular, a pesar de que finalmente otorga al disco un 8 de 10. Añadió que "la grandeza les queda bien a Biffy Clyro, y sus pretenciosas canciones consiguen tocr de forma eficiente la fibra sensible a pesar de sus debilidades. Su vibrante estilo de ridiculez es infinitamente preferible a las recetas emocionales de Snow Patrol o las sosas perogrulladas de Coldplay".
Matt Glass, escritor de la publicación escocesa The Fly, le concedió cuatro de cinco estrellas, a pesar de que dijo que el álbum no esaba completamente cohesionado; "Cada pista por separado está bien, pero, como disco, a veces a Only Revolutions le cuesta fluir a través de la multitud de distintos estilos de Biffy". Es la única crítica negativa, ya que terminó diciendo que "con Only Revolutions, Biffy lanza una lupa sobre todo lo que mostró en Puzzle. Los riffs son más potentes, los gritos más oportunos y las arremetidas orquestales más siniestras y oscuras. ‘Mon the Biffy..." Chris Reynolds de Gigwise también concedió cuatro estrellas y comentó que "simplemente Only Revolutions contiene previsibilidad e imprevisibilidad en igual medida.Es un paso adelante, un paso ascendente y un álbum de rock realmente brillante paa llenar anfiteatros".
La periodista de The Guardian Sarah Boden, alabó a la banda por "ensanchar su red de forma más segura" que su predecesor Puzzle. Añadió que "Biffy Clyro han llegado tan lejor sin prestar atención a los gustos populares, así que no deben empezar ahora. Debes tener un alma muy triste para escuchar Only Revolutions sin sentirte entusiasmado y parte de la pandilla". NME también escribió una reseña positiva, otorgando al disco un ocho de diez. Jamie Fullerton dijo que el álbum "aupa a la banda de forma insantanea al nivel de las mejores bandas de rock mundiales del momento. Lo único que puede quitarles ese reconocimiento es la moda en el Reino Unido de tratar a la música de guitarra con desdén por parte del mainstream electro-pop".
Rock Sound también les dio una excelente nota: nueve de diez. Tim Newbound escribió que "Only Revolutions yuxtapone los estados de ánimo perfectamente; preciosas canciones tranquilas como ‘God & Satan’, ‘Know Your Quarry’ y ‘Many Of Horror’, por ejemplo, otorgan un reflujo y fuidez que equilibra la delicadeza con la agresividad de ‘Cloud Of Stink’ y ‘Whorses’, una canción en la que consiguen una sensibilidad de oscuridad melódica que mejora cualquier cosas que aparece en uno de los discos favoritos de Neil, Pinkerton de Weezer". Mark Edwards de The Sunday Times le otorgó cuatro estrellas de cinco y alabó el disco por poseer "una variante altamente escuchable". También comentó que "en Only Revolutions suben las cosas un nivel con una serie de potenciales éxitos como 'That Golden Rule', 'Mountains', 'The Captain' y la 'Bubbles' con Josh Homme). Pero la rareza de 'Born on a Horse' nos confirma ue la banda no ha perdido su extravagante imaginación". También Kerrang! y Q, otorgaron cuatro estrellas al disco, mientras que esta última también la incluyó en su lista de los cincuenta mejores discos de 2009 y a la canción "Bubbles" en el segundo puesto de sus cincuenta mejores descargas de noviembre.

## Lista de canciones
Todas las canciones escritas y compuestas por Simon Neil. 
| N.º | Título                  | Duración |  |
| 1.  | «The Captain»           | 3:43     |  |
| 2.  | «That Golden Rule»      | 3:49     |  |
| 3.  | «Bubbles»               | 5:01     |  |
| 4.  | «God & Satan»           | 3:09     |  |
| 5.  | «Born on a Horse»       | 2:49     |  |
| 6.  | «Mountains»             | 3:21     |  |
| 7.  | «Shock Shock»           | 3:03     |  |
| 8.  | «Many of Horror»        | 4:18     |  |
| 9.  | «Booooom, Blast & Ruin» | 3:16     |  |
| 10. | «Cloud of Stink»        | 2:55     |  |
| 11. | «Know Your Quarry»      | 3:29     |  |
| 12. | «Whorses»               | 3:55     |  |

| Pistas adicionales versión japonesa |             |          |  |
| N.º                                 | Título      | Duración |  |
| 13.                                 | «Prey Hey»  | 3:13     |  |
| 14.                                 | «Eye Lids»  | 3:32     |  |
| 15.                                 | «Sky Demon» | 3:26     |  |

## Créditos
| Biffy Clyro - Simon Neil – Voz principal, guitarra, piano, theremín - James Johnston – voz, bajo - Ben Johnston – coros, batería, percusión Músicos adicionales - Josh Homme - guitarra adicional ("Bubbles") - Jamie Muhoberac - teclados, programación - Ben Kaplan - teclados adicionales, programación Producción - Garth Richardson – producción, edición - Biffy Clyro - producción - Ben Kaplan - grabación, edición - David Schiffman - grabación - Nick Rowe - edición - Wesley M.Seidman - ingeniero asistente | Orquesta - David Campbell - Instrumentos de cuerda, arreglos de instrumentos de metal y viento, director - Joel Derouin - violín - Roberto Cani - violín - Julian Hallmark - violín - Tammy Hatwan - violín - Gerardo Hilera - violín - Natalie Leggett - violín - Sid Page - violín - Sara Parkins - violín - Vladamir Polimatidi - violín - Philip Vaiman - violín - John Wittenberg - violín - Ken Yerke - violín - Liam Brennan - violín - Steve Richards - chelo - Erika Duke - chelo - George Kim Scholes - chelo - Rudolph Stein - chelo - Rick Baptist - trompeta - Wayne Bergeron - trompeta - Alan Kaplan - trombón - Steve Holtman - trombón - Jonathan Sacdalan - clarinete - Julie Feves - clarinete - Joe Meyer - trompa - Douglas Tornquist - tuba |

## Comportamiento en listas
| Listas (2009)                    | Posición | Certificación | Ventas   |
| -------------------------------- | -------- | ------------- | -------- |
| Lista de álbumes del Reino Unido | 3        | Platino       | 300 000+ |
| Lista de álbumes de Irlanda      | 16       |               |          |
| Lista de álbumes de Suiza        | 66       |               |          |